# X Company
X Company ist eine kanadisch-ungarische Agenten-Thrillerserie, welche von Mark Ellis und Stephanie Morgenstern produziert wurde, die bereits bei Flashpoint zusammenarbeiteten. Die Serie feierte am 18. Februar 2015 ihr Debüt auf dem kanadischen Sender CBC Television. Die Serie spielt im Zweiten Weltkrieg und zeigt das Leben von fünf Rekruten. Beginnend mit ihrem Training als angehende Geheimagenten in einem kanadischen Ausbildungszentrum nahe dem Ontariosee, werden sie anschließend entsendet. Zum 4. März 2015 arbeitete CBC an der zweiten Staffel mit zehn Episoden, zwei mehr als die vorherige Staffel, welche acht Episoden umfasste. Die dritte und gleichzeitig letzte Staffel wurde ab dem 11. Januar 2017 auf CBC ausgestrahlt.

## Produktion
X Company ist die Verwirklichung einer mehrere Jahre alten Idee von Mark Ellis und Stephanie Morgenstern. Ein Kurzfilm mit dem Titel Remembrance sorgte für genügend Zuspruch, um die nötige Motivation zur Realisierung des Skripts aufzubringen, welches schließlich X Company getitelt wurde. Die erste Staffel wurde anfänglich unter dem Titel Camp X von August bis September 2014 in Budapest (Ungarn) gedreht. X Company wurde von dem realen Ausbildungszentrum Camp X inspiriert, welches sich zwischen Whitby, Ontario, und Oshawa befand.
Die zweite Staffel wurde im Juli 2015 innerhalb von vier Monaten in Budapest und Esztergom in Ungarn gedreht. Am 27. Januar 2016 feierte die zweite Staffel ihre Premiere auf CBC.

## Kritiken
Denette Wilford schrieb in der Huffington Post: “X Company is another history lesson CBC is offering audiences, and it nails it once again.” („X Company ist eine weitere historische Lektion die CBC dem Publikum bietet und trifft damit erneut den Nagel auf den Kopf.“) Der Globe and Mail Fernsehkritiker John Doyle nannte X Company “vastly entertaining” und “a good solid thriller” („sehr unterhaltsam“ und „einen guten und soliden Thriller“).